# Ksar Kaddour
Ksar Kaddour (in caratteri arabi: قصر قدور) è una città dell'Algeria facente parte del distretto di Tinerkouk, nella provincia di Timimoun.